# Lisov

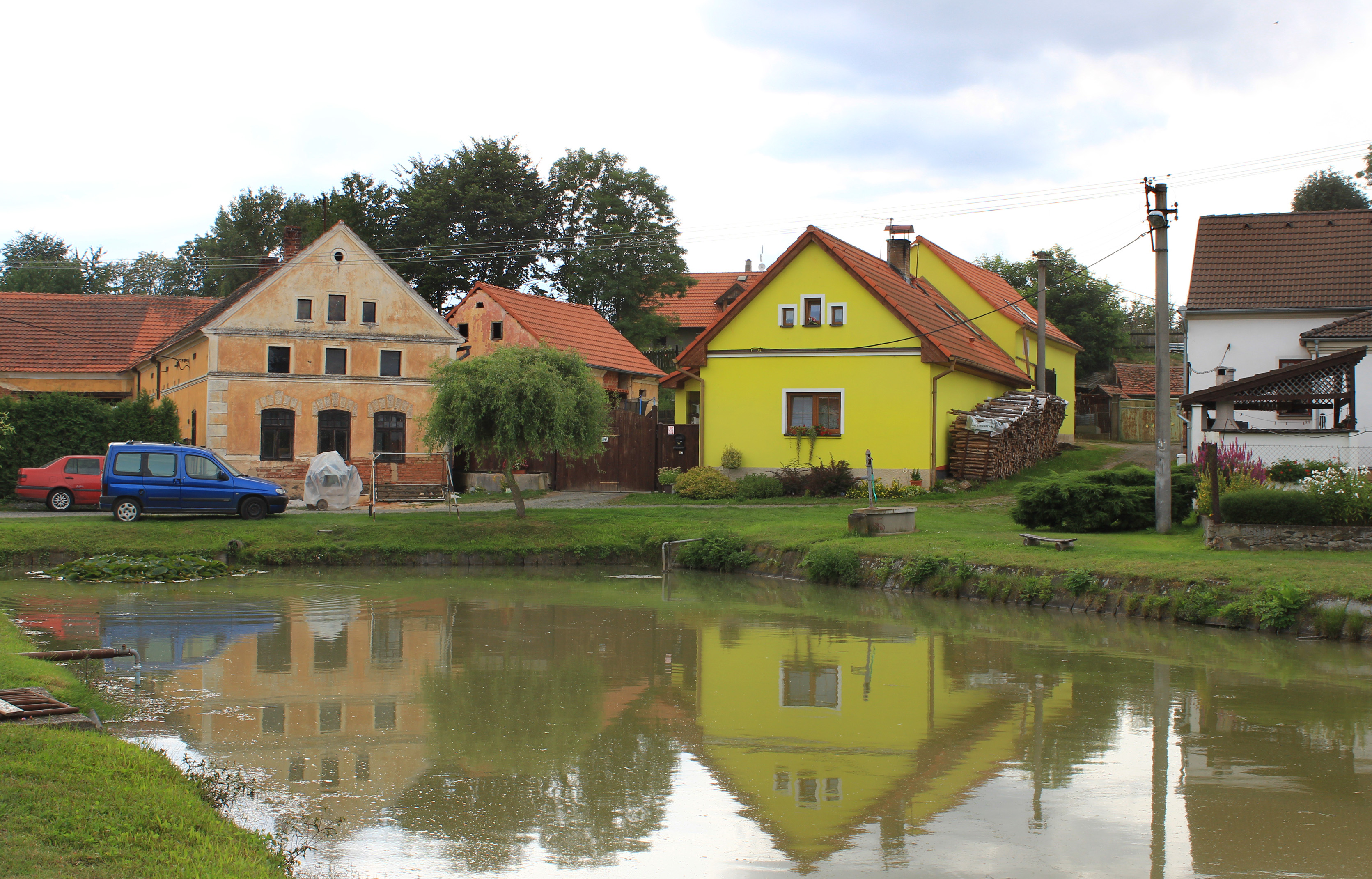
Der Dorfplatz

Lisov (deutsch Lissowa) ist eine Gemeinde mit 96 Einwohnern in Tschechien. Sie liegt fünf Kilometer westlich von Stod und gehört zum Okres Plzeň-jih. Die Katasterfläche beträgt 390 Hektar.

## Geographie
Lisov befindet sich in 386 m ü. M. in der Hanglage eines kleinen Seitentals rechts des Touškovský potok. Am Ausgang des Tales liegt die Červený Mlýn. Südlich liegt das Tal des Flüsschens Hořína.
Nachbarorte sind Mířovice und Ves Touškov im Norden, Hradec im Osten, Holýšov im Süden sowie Honezovice im Westen.

## Geschichte
Die erste urkundliche Erwähnung von Lisov stammt aus dem Jahre 1243.
Seit 1989 ist der aus 35 älteren Häusern bestehende Ort eigenständig.
Zwischen Lisov und Rhan in der Oberpfalz besteht eine Partnerschaft. Unweit von Červený Mlýn befindet sich ein alter Steinbruch, der als Badesee dient.

## Gemeindegliederung
Für die Gemeinde Lisov sind keine Ortsteile ausgewiesen. Zur Gemeinde gehört die östlich gelegenen Einschicht Červený Mlýn.

## Sehenswürdigkeiten
- Kapelle am Dorfplatz